# كبير مسؤولي الموارد البشرية
كبير مسؤولي الموارد البشرية أو كبير موظفي شؤون الموظفين هو مسؤول الشركة الذي يشرف على جميع جوانب إدارة الموارد البشرية وسياسات العلاقات الصناعية والممارسات والعمليات للمؤسسة. تشمل المسميات الوظيفية المماثلة: رئيس شؤون الموظفين وكبير موظفي شؤون الموظفين ونائب الرئيس التنفيذي للموارد البشرية ونائب الرئيس الأول للموارد البشرية. يمكن تصنيف أدوار ومسؤوليات رئيس الموارد البشرية النموذجي على النحو التالي: استراتيجي القوى العاملة والقائد التنظيمي والأداء ومالك تقديم خدمات الموارد البشرية ومنظم الامتثال والحوكمة والمدرب والمستشار لفريق القيادة العليا ومجلس الإدارة. يمكن أن يشارك رؤساء الموارد البشرية أيضا في اختيار أعضاء مجلس الإدارة وتوجيههم وتعويضات التنفيذيين وتخطيط التعاقب. بالإضافة إلى ذلك قد تندرج وظائف مثل الاتصالات والمرافق والعلاقات العامة والمجالات ذات الصلة في نطاق دور رئيس الموارد البشرية. على نحو متزايد يقدم مسؤولو الموارد البشرية تقاريرهم مباشرة إلى الرؤساء التنفيذيين وهم أعضاء في اللجان رفيعة المستوى في الشركة (على سبيل المثال اللجنة التنفيذية أو مكتب الرئيس التنفيذي).

## تطور المهنة
لقد تطور دور كبير مسؤولي الموارد البشرية بسرعة لتلبية احتياجات رأس المال البشري للمنظمات العاملة عبر بيئات تنظيمية وبيئة عمل متعددة. في حين ركز موظفو الموارد البشرية مرة واحدة على الموارد البشرية للمؤسسات في بلد واحد أو بلدين فقط يشرف العديد اليوم على شبكات معقدة من الموظفين في أكثر من قارة واحدة ويقومون بتنفيذ استراتيجيات تنمية القوى العاملة على نطاق عالمي. يعد موظفو الموارد البشرية مهمين بشكل خاص الآن في مساعدة الشركات على التعامل مع قضايا القوى العاملة المرتبطة بالتوسع في الأسواق الناشئة وفي تطوير سياسات العمل لتناسب مناطق مختلفة من العالم مع الحفاظ على الثقافة الأساسية للشركة.
كما توسع الدور الاستراتيجي لرئيس الموارد البشرية حيث أن القوى العاملة تتكون بشكل متزايد من العاملين في مجال المعرفة وتحتاج الشركات إلى أنظمة أفضل للتنافس على العمالة النادرة ذات المهارات العالية. بدلا من التركيز حصريا على قضايا الموارد البشرية وتقديم الخدمات يجب أن يركز مديرو الموارد البشرية على إنشاء خطوط مواهب قوية لتعزيز اتخاذ القرارات التنظيمية وتأمين النمو المستقبلي. وقد تطلبت هذه التغييرات في مشهد الأعمال من رئيس الموارد البشرية زيادة التركيز على المواهب والقدرات وثقافة الشركة.

## المسؤوليات
وفقا لمسح سنوي أجرته أكبر مجموعة صناعية لكبيري مسؤولي الموارد البشرية وهي جمعية سياسة الموارد البشرية في الولايات المتحدة فإن أهم اهتمامات كبير مسؤولي الموارد البشرية على مر السنين تنقسم تقريبا إلى ثلاث فئات واسعة: الموهبة والقدرات والثقافة.

### الموهبة
تشمل إدارة المواهب بناء جودة المواهب وعمقها بما في ذلك التركيز على التعاقب وتطوير القيادة / الموظف. في دراسة استقصائية منفصلة لأكثر من 200 من موظفي الموارد البشرية في الولايات المتحدة وأوروبا وجد الأستاذ بجامعة ساوث كارولينا باتريك رايت أن جميع المشاركين تقريبا ذكروا "الموهبة" كأولوية قصوى في جدول أعمال المدير التنفيذي للموارد البشرية.

### القدرات
تشمل إدارة قدرات الشركة التعامل مع التغيرات السريعة في التكنولوجيا والعولمة والسياق الخارجي المعقد بشكل متزايد للوائح الحكومية والسياسة العامة (التأثير على العلاقات بين النقابات والموظفين والتعويض التنفيذي والرعاية الصحية وبرامج التقاعد والصحة والسلامة وما إلى ذلك).
من المتوقع أن تختلف القدرات الرئيسية المطلوبة حسب الشركة بناء على استراتيجية العمل والبيئة العالمية التنافسية. يعد التكيف مع التقنيات الجديدة ومصادر المعلومات والاتصالات أمرا ضروريا لنجاح جميع الشركات. تشمل القدرات الأخرى التي يجب أن تساعدها وظيفة الموارد البشرية الشركة على تطويرها: إدارة السياق الخارجي وإدارة قوة عاملة متعددة الأجيال والتكيف مع التغيير والعمل بفعالية في مختلف الثقافات وهياكل الأعمال.

### الثقافة
تشمل القضايا الثقافية التغيير التنظيمي وخفة الحركة والشبكات الاجتماعية والأخلاق والقيم والابتكار والتركيز على العملاء ومشاركة الموظفين والتنوع والشمولية والتعددية الثقافية.
تلعب وظيفة الموارد البشرية دورا قياديا في المساعدة على تشكيل ثقافة الشركة. إن ضمان إيصال قيم الشركة وفهمها على جميع المستويات وتوفير الوضوح فيما يتعلق بالسلوك المتوقع لجميع الموظفين وتطوير ثقافة عالية الأداء هي جوانب مهمة لدور كبير مسؤولي الموارد البشرية. عندما يتعارض سلوك الموظف مع قيم الشركة تكون وظيفة الموارد البشرية مسؤولة عن ضمان التعامل مع مثل هذه المواقف بشكل عادل. تساعد وظيفة الموارد البشرية أيضا المنظمة على إنشاء والحفاظ على مستويات عالية من مشاركة الموظفين والتزامهم.
تعتمد الشركات بشكل متزايد على الشركاء الخارجيين والمشاريع المشتركة وكذلك الشركات المدمجة والمكتسبة كمصادر للابتكار والقدرات والنمو. إن إنشاء ثقافة داعمة لمثل هذه الشراكات الخارجية هو مجال تلعب فيه وظيفة الموارد البشرية دورا مهما.
تلخيصا لنتائج دراسة حديثة لقادة الموارد البشرية أشار راندي ماكدونالد رئيس الموارد البشرية السابق لشركة أي بي إم إلى أن الثغرات الرئيسية الثلاثة في القوى العاملة التي ذكرها مديرو الموارد البشرية هي أكبر الفرص المتاحة للموارد البشرية:
- تنشئة قادة مبدعين قادرين على القيادة بشكل أكثر رشاقة في بيئات عالمية معقدة.
- التعبئة من أجل سرعة ومرونة أكبر لإنتاج قدرة أكبر بشكل ملحوظ على ضبط التكاليف الأساسية وطرق أسرع لتخصيص المواهب.
- الاستفادة من الذكاء الجماعي من خلال تعاون أكثر فاعلية عبر فرق عالمية بشكل متزايد.

## الطريق لتصبح كبير مسؤولي الموارد البشرية
رئيس الموارد البشرية هو أعلى منصب للموارد البشرية ولكن أولئك الذين يحصلون على هذا الدور يصلون إلى هناك من خلال العمل في مجموعة متنوعة من الوظائف في كل من وظيفة الموارد البشرية والأدوار الوظيفية والقيادية الأخرى داخل الشركة وعبر الصناعات وأصحاب العمل. في استطلاع عام 2011 لكبار قادة الموارد البشرية أشار ما يقرب من ثلثي موظفي الموارد البشرية إلى أنهم عملوا خارج الموارد البشرية في وقت ما من حياتهم المهنية. هناك أيضا حركة كبيرة بين الشركات حيث يكتسب 36٪ فقط من موظفي الموارد البشرية في الولايات المتحدة مناصبهم من خلال الترقية الداخلية. من حيث خبرة الموارد البشرية أشارت إحدى الدراسات الاستقصائية إلى أن المجال الأكثر شيوعا للخبرة الوظيفية لموظفي الموارد البشرية هو إدارة المواهب والتجربة التالية الأكثر شيوعا هي التعويضات والمزايا تليها الثقافة التنظيمية. يتمتع موظفو الموارد البشرية الحاليون بخبرة وظيفية أوسع في الموارد البشرية من أسلافهم ومن غير المرجح أن يكون لديهم خبرة في علاقات العمل من موظفي الموارد البشرية السابقين.

## المسمى الوظيفي
نشر كتابان مؤخرا عن مهنة كبير مسؤولي الموارد البشرية وهما سادة المواهب: لماذا يضع القادة الأذكياء الأشخاص قبل الأرقام بقلم بيل كوناتي ورام شاران وكبير موظفي الموارد البشرية: تحديد دور قادة الموارد البشرية بقلم بات رايت رؤى في المهنة من كبار ممارسيها.
الأولوية القصوى الدائمة لموظفي الموارد البشرية هي إدارة المواهب. في "كبير موظفي الموارد البشرية" تحديد دور قادة الموارد البشرية تؤكد إيفا سيج-جافين رئيس الموارد البشرية السابق في جاب على هذه النقطة قائلة: "... في نهاية اليوم أنت وفريقك هم الخبراء في المواهب الإدارة ويجب أن تكون قادرة على فهم وتحديد المواهب الجيدة مقابل المواهب العظيمة ... كان تحديد المناصب الحرجة والسمات العظيمة اللازمة لملئها وتحديد أولويات استراتيجيات التوظيف وفقا لذلك هو مفتاح النجاح سواء كنت أعمل مع المهندسين أو مصممي الملابس أو العمليات الدولية الإدارة". كيفن كوكس رئيس الموارد البشرية بشركة أمريكان اكسبريس يجادل بأن "كبار موظفي الموارد البشرية (وكبار المديرين التنفيذيين) يفهمون أن الموهبة تحتاج إلى التطوير بطرق مدروسة ولكن ليست تدريجية. تحقيق التوازن الصحيح بين "التمدد" و "فوق رأسها" ليس بالأمر السهل ولكنه أمر حيوي لنجاح استراتيجية المواهب ذات المستوى العالمي.
يساعد كبير موظفي الموارد البشرية الشركة على بناء ميزة تنافسية مستدامة من خلال اختيار وتطوير أفضل المواهب التي تمتلك قدرات تساعد على تمييز الشركة عن منافسيها. يؤكد كوناتي وشاران على هذه النقطة في سادة المواهب بالإشارة إلى أن "كفاءة واحدة فقط تدوم. إنها القدرة على خلق تيار ثابت ومتجدد ذاتيا من القادة. المال مجرد سلعة. الموهبة تزودك بالحدود. لا يمكننا أن نضعها أفضل من رون نرسيسيان رئيس مجموعة المقاييس الإلكترونية التابعة لشركة اجيلينت تكنولوجيز: "تطوير مواهب الأشخاص هو كل الشركة في نهاية اليوم. جميع منتجاتنا قابلة للتلف بمرور الوقت. الشيء الوحيد الذي يبقى هو التعلم المؤسسي وتطوير المهارات والقدرات التي لدينا في شعبنا".
يؤكد مديرو الموارد البشرية الرائدون الآخرون على جوانب إضافية لقيادة الموارد البشرية مثل تقديم النتائج مع فريق عالمي - وهو تحدٍ رئيسي حدده هيو ميتشل - وتطوير وإيصال عرض قيمة للموظف من شأنه أن يميز الشركة في جهودها لجذب و الاحتفاظ بمستوى المواهب اللازمة لتحقيق أهداف العمل كما أكد مايكل ديفيس رئيس الموارد البشرية السابق لشركة جنرال ميلز.